# Grande Berlino

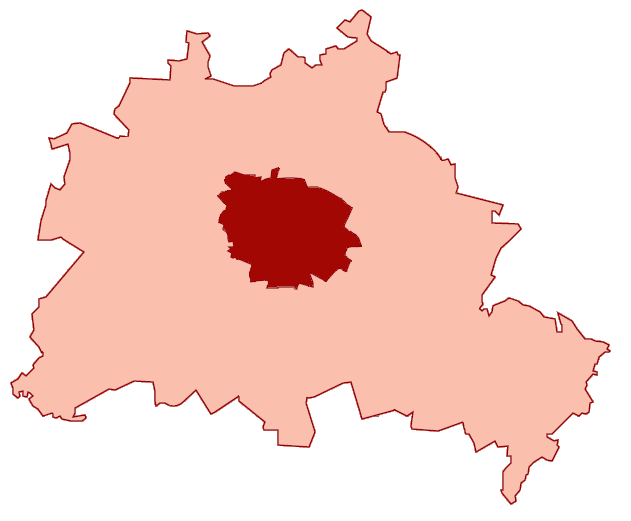
Limiti municipali della Città di Berlino prima del 1920 (rosso scuro) estensione dell'area della città della Grande Berlino (rosso chiaro)

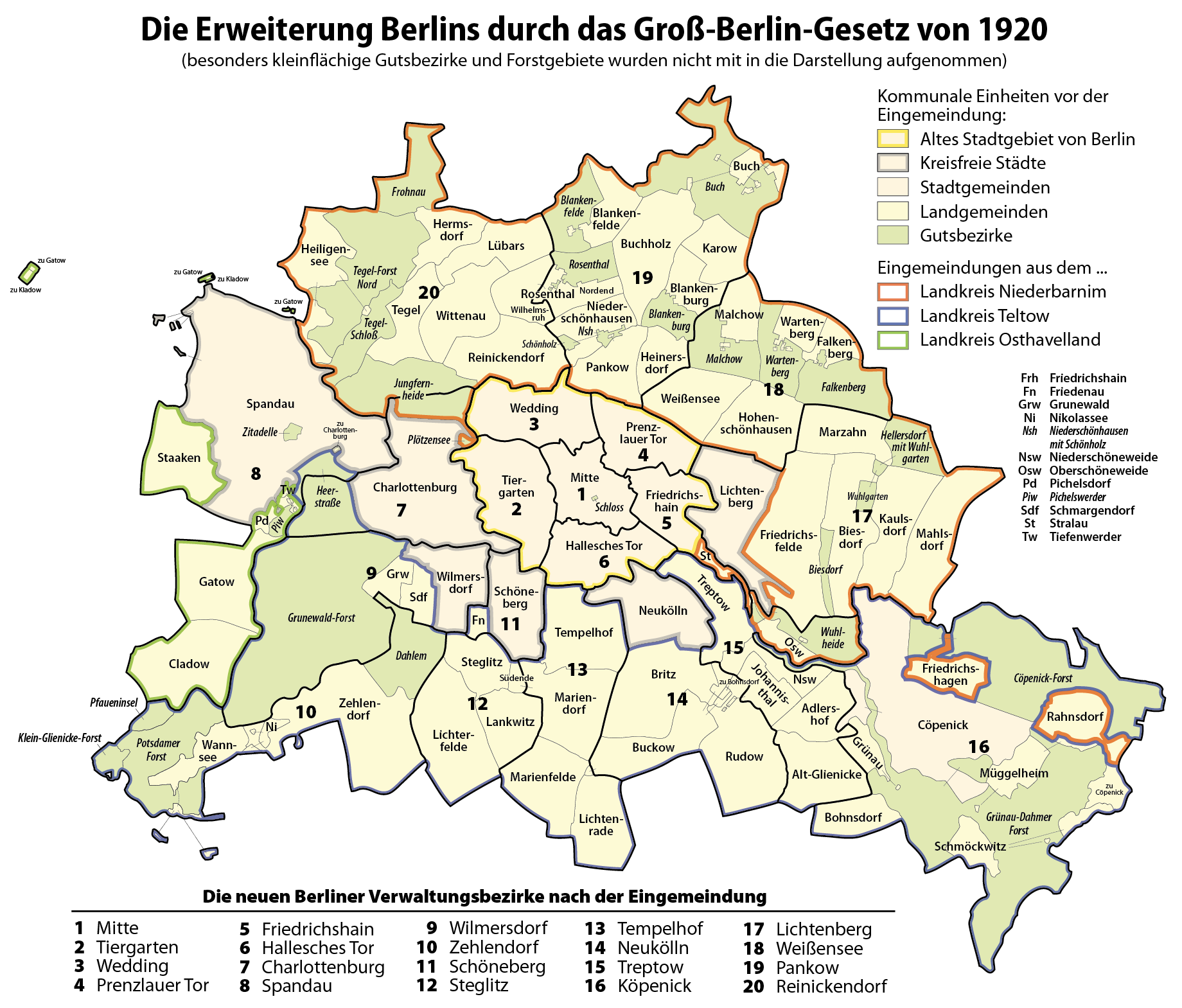
Il territorio cittadino prima e dopo la creazione della "Grande Berlino"

La Grande Berlino (in tedesco Groß-Berlin) fu creata nel 1920 con la legge omonima (Groß-Berlin-Gesetz).
Tale legge aumentò l'area di Berlino di 13 volte da 66 km² a 883 km² e la popolazione raddoppiò da circa 1.9 milioni a quasi 4 milioni, con quasi 1.2 milioni di nuovi abitanti provenienti dalle sole 7 città circostanti.
Riunì, oltre al vecchio territorio cittadino berlinese e alle succitate 7 città, 59 comuni rurali (Landgemeinde) e 27 distretti agricoli (Gutsbezirk), scorporati, oltre alla stessa Berlino, dal Brandeburgo.
Il nuovo territorio cittadino risultò diviso in 20 distretti amministrativi (Verwaltungsbezirk), brevemente "distretti" (Bezirk):
- 1. Distretto di Mitte, composto da:
  - zona centrale del vecchio territorio cittadino
  - Gutsbezirk del castello di Berlino
- 2. Distretto del Tiergarten, zona occidentale del vecchio territorio cittadino
- 3. Distretto del Wedding, zona nord-occidentale del vecchio territorio cittadino
- 4. Distretto di Prenzlauer Tor (poi Prenzlauer Berg), zona nord-orientale del vecchio territorio cittadino
- 5. Distretto di Friedrichshain, zona orientale del vecchio territorio cittadino
- 6. Distretto di Hallesches Tor (poi Kreuzberg), zona meridionale del vecchio territorio cittadino
- 7. Distretto di Charlottenburg, composto da:
  - città di Charlottenburg
  - Gutsbezirk Heerstraße (parte sud)
  - Gutsbezirk Plötzensee
  - Gutsbezirk Jungfernheide (parte sud)
- 8. Distretto di Spandau, composto da:
  - città di Spandau
  - Gutsbezirk Zitadelle Spandau
  - comune rurale di Staaken
  - Gutsbezirk Heerstraße (parte nord)
  - comune rurale di Tiefwerder
  - comune rurale di Pichelsdorf
  - Gutsbezirk di Pichelswerder
  - comune rurale di Gatow
  - comune rurale di Cladow
- 9. Distretto di Wilmersdorf, composto da:
  - città di Wilmersdorf
  - comune rurale di Schmargendorf
  - comune rurale di Grunewald
  - Gutsbezirk della Grunewald Forst
- 10. Distretto di Zehlendorf, composto da:
  - comune rurale di Zehlendorf
  - Gutsbezirk di Dahlem
  - comune rurale di Nikolassee
  - comune rurale di Wannsee
  - Gutsbezirk di Klein-Glienicke
  - Gutsbezirk di Pfaueninsel
  - Gutsbezirk di Potsdamer Forst (parte nord)
- 11. Distretto di Schöneberg, composto da:
  - città di Schöneberg
  - comune rurale di Friedenau
- 12. Distretto di Steglitz, composto da:
  - comune rurale di Steglitz
  - comune rurale di Lichterfelde
  - località Südende dal comune rurale di Mariendorf
  - comune rurale di Lankwitz
- 13. Distretto di Tempelhof, composto da:
  - comune rurale di Tempelhof
  - comune rurale di Mariendorf (esclusa la località Südende)
  - comune rurale di Marienfelde
  - comune rurale di Lichtenrade
  - comune rurale di Buckow (parte ovest)
- 14. Distretto di Neukölln, composto da:
  - città di Neukölln
  - comune rurale di Britz
  - comune rurale di Buckow (parte est)
  - comune rurale di Rudow
- 15. Distretto di Treptow, composto da:
  - comune rurale di Treptow
  - comune rurale di Oberschöneweide
  - Gutsbezirk di Wuhlheide
  - comune rurale di Niederschöneweide
  - comune rurale di Johannisthal
  - comune rurale di Adlershof
  - comune rurale di Alt-Glienicke
- 16. Distretto di Cöpenick (dal 1º gennaio 1931 Köpenick), composto da:
  - città di Cöpenick
  - comune rurale di Friedrichshagen
  - Gutsbezirk di Cöpenick-Forst
  - comune rurale di Rahnsdorf
  - comune rurale di Müggelheim
  - Gutsbezirk di Grünau-Dahmer-Forst
  - comune rurale di Schmöckwitz
  - comune rurale di Bohnsdorf
  - comune rurale di Grünau
- 17. Distretto di Lichtenberg, composto da:
  - città di Lichtenberg
  - comune rurale di Friedrichsfelde
  - comune rurale di Biesdorf
  - Gutsbezirk di Biesdorf
  - comune rurale di Kaulsdorf
  - comune rurale di Mahlsdorf
  - comune rurale di Marzahn
  - comune rurale di Hellersdorf
  - Gutsbezirk Wuhlgarten
- 18. Distretto di Weißensee, composto da:
  - comune rurale di Weißensee
  - comune rurale di Malchow
  - Gutsbezirk di Malchow
  - comune rurale di Wartenberg
  - Gutsbezirk di Wartenberg
  - comune rurale di Falkenberg
  - Gutsbezirk di Falkenberg
  - comune rurale di Hohenschönhausen
- 19. Distretto di Pankow, composto da:
  - comune rurale di Pankow
  - comune rurale di Niederschönhausen
  - Gutsbezirk di Niederschönhausen
  - comune rurale di Rosenthal (parte est)
  - Gutsbezirk di Rosenthal
  - comune rurale di Blankenfelde
  - Gutsbezirk di Blankenfelde
  - comune rurale di Buchholz
  - comune rurale di Buch
  - Gutsbezirk di Buch
  - comune rurale di Karow
  - comune rurale di Blankenburg
  - Gutsbezirk di Blankenburg
  - comune rurale di Heinersdorf
- 20. Distretto di Reinickendorf, composto da:
  - comune rurale di Reinickendorf
  - comune rurale di Rosenthal (parte ovest)
  - comune rurale di Wittenau
  - comune rurale di Lübars
  - comune rurale di Hermsdorf bei Berlin
  - Gutsbezirk Frohnau
  - Gutsbezirk Tegel-Forst-Nord
  - comune rurale di Heiligensee
  - Gutsbezirk Tegel-Schloß
  - comune rurale di Tegel
  - Gutsbezirk Jungfernheide (parte nord)